# Elezioni regionali in Sicilia del 1976
Le elezioni per il rinnovo dell'Assemblea Regionale Siciliana si sono volte il 20 giugno 1976 insieme alle elezioni politiche. L'affluenza è stata dell'85,9%. La presenza di partiti identici in liste diverse è dovuto al fatto che esse sono presentate su base provinciale.
Al termine di queste elezioni, in cui il PCI fece un grosso salto in avanti mentre l'MSI, dopo l'exploit di cinque anni prima si attestava sopra il 10%, venne confermato nell'incarico di presidente della Regione il democristiano Angelo Bonfiglio, che deteneva l'incarico di governatore dal 1974, alla guida di una coalizione di centro-sinistra con il PSI. Poi fu la volta di Piersanti Mattarella, assassinato dalla mafia nel gennaio 1980, e di Mario D'Acquisto.

## Risultati
| Partito                            | Partito                                       | Risultati | Risultati | Risultati | Seggi | Seggi   |
| Partito                            | Partito                                       | Voti      | %         | ±         | Num   | ±       |
| ---------------------------------- | --------------------------------------------- | --------- | --------- | --------- | ----- | ------- |
|                                    | Democrazia Cristiana                          | 1 153 002 | 40,84     | 7,52      | 39    | 10      |
|                                    | Partito Comunista Italiano                    | 757 120   | 26,82     | 3,82      | 24    | Stabile |
|                                    | Movimento Sociale Italiano - Destra Nazionale | 306 702   | 10,86     | 6,69      | 9     | 6       |
|                                    | Partito Socialista Italiano                   | 289 539   | 10,26     | 1,04      | 10    | 2       |
|                                    | Partito Socialista Democratico Italiano       | 97 279    | 3,45      | 2,22      | 2     | 2       |
|                                    | Partito Repubblicano Italiano                 | 92 062    | 3,26      | 1,36      | 4     | 1       |
|                                    | Partito Liberale Italiano                     | 59 835    | 2,12      | 1,57      | 2     | 1       |
|                                    | PRI - PSDI                                    | 16 963    | 0,60      | n.d.      | –     | n.d.    |
|                                    | Partito Radicale                              | 16 639    | 0,59      | n.d.      | –     | n.d.    |
|                                    | Democrazia Proletaria                         | 15 163    | 0,54      | n.d.      | –     | n.d.    |
|                                    | PLI - PSDI - PRI                              | 6 413     | 0,23      | n.d.      | –     | n.d.    |
|                                    | Altre liste                                   | 12 181    | 0,43      | n.d.      | –     | n.d.    |
|                                    |                                               |           |           |           |       |         |
| Iscritti                           | Iscritti                                      | 3 419 579 | 100,00    |           |       |         |
| ↳ Votanti (% su iscritti)          | ↳ Votanti (% su iscritti)                     | 2 936 906 | 85,89     | 4,53      |       |         |
| ↳ Voti validi (% su votanti)       | ↳ Voti validi (% su votanti)                  | 2 822 898 | 96,12     |           |       |         |
| ↳ Schede non valide (% su votanti) | ↳ Schede non valide (% su votanti)            | 114 008   | 3,88      |           |       |         |
| ↳ Astenuti (% su iscritti)         | ↳ Astenuti (% su iscritti)                    | 482 673   | 14,11     |           |       |         |